# Lachiguizo
Lachiguizo är en ort i Mexiko.   Den ligger i kommunen San Luis Amatlán och delstaten Oaxaca, i den sydöstra delen av landet, 400 km sydost om huvudstaden Mexico City. Lachiguizo ligger 1 403 meter över havet och antalet invånare är 102.
Terrängen runt Lachiguizo är kuperad åt nordost, men åt sydväst är den platt. Lachiguizo ligger nere i en dal. Runt Lachiguizo är det ganska glesbefolkat, med 36 invånare per kvadratkilometer. Närmaste större samhälle är Miahuatlán de Porfirio Díaz, 12,8 km sydväst om Lachiguizo. I omgivningarna runt Lachiguizo växer huvudsakligen savannskog.